# هام فيشر
هام فيشر (بالإنجليزية: Ham Fisher)‏ هو رسام كارتون أمريكي، ولد في 24 سبتمبر 1900 في ويلكس بار في الولايات المتحدة، وتوفي في 27 ديسمبر 1955.

## وصلات خارجية
- هام فيشر على موقع IMDb (الإنجليزية)